# Aeroporto Público da Ilha de Kasos
O Aeroporto de Kasos (Aeroporto Público da Ilha de Kasos, Aeroporto Aghia Marina) (IATA: KSJ, ICAO: LGKS) é um aeroporto público municipal que serve e ilha de Kasos, no Dodecaneso, Grécia.

## Linhas aéreas e destinos
O Aeroporto de Kasos é servido pelas seguintes companhias aéreas e destinos:
- Olympic Air:
  - Cárpatos, Rodes, Sitia